# Карпатка
Карпатка (пол. Karpatka) — традиционный польский торт или пирожное с кремом, наполненное молочно-ванильным пудингом или заварным кремом. Обычно состоит из двух разных видов теста: базовый слой из песочного теста покрыт мармеладом и густым кремом, затем лист заварного теста. Десерт получил свое название от напоминающей гору складчатой формы заварного теста, посыпанного пудрой, что напоминает снежные вершины Карпатских гор.
Происхождение десерта неясно, скорее всего, он возник на рубеже 1950-х и 1960-х годов, но стал популярен только в 1970-х и 1980-х годах. Официальное название «карпатка» впервые было придумано или записано в 1972 году группой студентов-филологов. Согласно исследованию лингвиста Катажины Смык, опубликованному в 2016 году в журнале «Народная литература» в статье под названием «Сладкое языкознание: Карпатка в современном разговорном польском языке», самое старое опубликованное упоминание слова «карпатка» содержится в научном пособии для студентов. Там упоминали карпатку как название печенья.
Смеси для выпечки «Карпатка» (порошковый крем с коржами) доступны в магазинах по всей Польше. В 1995 году «Карпатка» стала торговой маркой, зарегистрированной Польским патентным ведомством для компании Delecta.
В 1996 году аналогичный продукт под таким же названием и в подобном виде был запущен на рынок фирмой «Dr. Oetker». Это привело к двенадцатилетнему судебному спору, закончившемуся в феврале 2011 года в пользу компании «Delecta», действовавшей тогда под названием «Rieber Foods Polska SA».